# Kršinci
Kršinci es una localidad de Croacia en el ejido del municipio de Podgorač, condado de Osijek-Baranya.

## Geografía
Se encuentra a una altitud de 164 m s. n. m. a 266 km de la capital nacional, Zagreb.

## Demografía
En el censo 2011 el total de población de la localidad fue de 126 habitantes.
| Gráfica de población de Kršinci 1857-2011                           |
|                                                                     |
| Según los censos de población de la oficina estadística de Croacia. |